# Liste der Monuments historiques in Lecey
Die Liste der Monuments historiques in Lecey führt die Monuments historiques in der französischen Gemeinde Lecey auf.

## Liste der Immobilien
| Bezeichnung | Beschreibung            | Standort                  | Kennzeichnung | Schutzstatus | Datum | Bild |
| ----------- | ----------------------- | ------------------------- | ------------- | ------------ | ----- | ---- |
| Wegekreuz   | aus dem 16. Jahrhundert | Rue de la Chapelle (Lage) | PA00079131    | Inscrit      | 1929  |      |